# David Conner

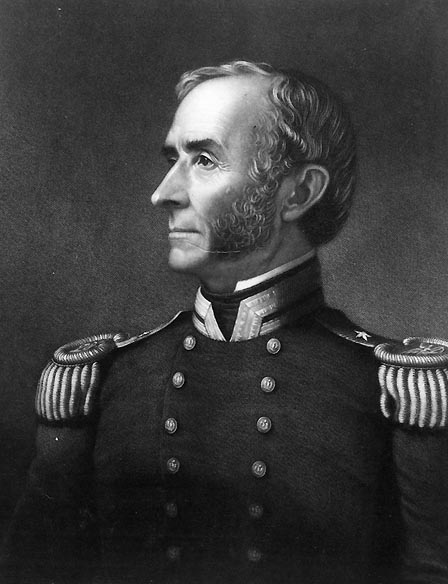
David Conner

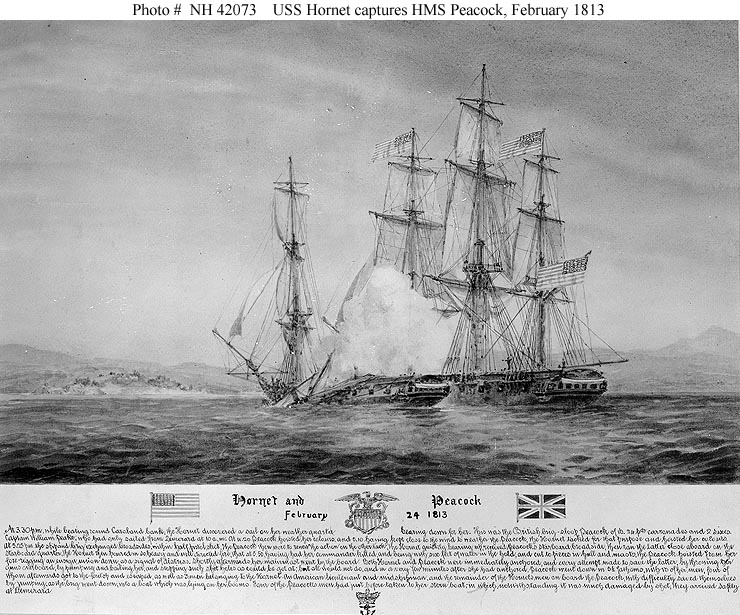
Gefecht zwischen der Hornet und der Peacock

David Conner (* 1792 in Harrisburg, Pennsylvania; † 20. März 1856 in Philadelphia) war ein US-amerikanischer Marineoffizier.
Er wurde am 16. Januar 1809 Midshipman in der United States Navy und fuhr in den nächsten Jahren auf der President zur See. Während des Britisch-Amerikanischen Kriegs diente Conner bei den Gefechten mit der Belvedere und der Peacock an Bord der Hornet. Im Juli 1813 wurde er zum Lieutenant befördert. Im März 1815 wurde er bei der Aufbringung der Penguin durch Kartätschen schwer an der Hüfte verwundet. Für seine Leistungen an Bord der Hornet wurde er mit zwei Congressional Silver Medals des Kongresses und einem Ehrendegen seines Staates ausgezeichnet.
Von 1817 bis 1818 kreuzte er an Bord der Sloop Ontario im Pazifik, um die Ansprüche der Vereinigten Staaten am Oregon-Territorium zu untermauern.
Im März 1825 wurde er zum Commander befördert und befehligte die Sloops Erie und John Adams. 1835 wurde er zum Captain befördert. 
Von 1841 bis 1842 war er Navy Commissioner und wurde der erste Chief des Bureau of Construction, Equipment, and Repair.
Während des Mexikanisch-Amerikanischen Kriegs befehligte er die im Golf von Mexiko operierende Home Squadron, unter anderem während der Landung bei Veracruz. Conner erhielt den Rang eines Commodore, eine Beförderung ehrenhalber, die nicht mit Vorteilen bei Sold oder Rangfragen einherging. Seine Führung wurde als zu passiv angesehen und so erfolgte am 21. März 1847 seine Ablösung durch Kommodore Matthew Calbraith Perry.
Nach dem Krieg kommandierte er den Philadelphia Naval Shipyard.
Conner starb am 10. März 1856 in Philadelphia.
Zwei Zerstörer der United States Navy wurden ihm zu Ehren Conner getauft.